# Newcastle East End
Newcastle East End Football Club Fue un club de fútbol inglés con sede en la ciudad de Newcastle upon-Tyne, jugó las últimas décadas del siglo XIX antes de fusionarse con el otro equipo de la ciudad, el Newcastle West End. Era un equipo habitual en la English Football League y en la FA Cup. Es uno de los equipos antecesores al Newcastle United. 

## Historia
En noviembre de 1881, los miembros del club de Críquet, Stanley Cricket Club, decidieron crear un club de fútbol. Principalmente comenzaron a jugar en South Byker, al este de la ciudad, antes de mudarse al año siguiente a St James' Park.

### Cambio de Nombre
El Stanley se vio obligado a cambiar el nombre debido a la confusión con un equipo de Stanley, Durham, por lo que a partir de octubre de 1882, pasaron a llamarse Newcastle East End Football Club. Su primer partido con esta denominación fue contra Hamsterley Rangers meses más tarde. Antes de mudarse a St James' Park, el East End pasó brevemente por Byker y Chillingham Road. 
En el año 1898, el East End, dio un paso muy importante al convertirse en un equipo profesional. También se convirtieron en una Sociedad Anónima Deportiva en 1890 con un capital de hasta 1.000 libras estelinas. Durante el tiempo que el equipo disputó la Northern League, terminó dos veces en cuarta posición y otra en sexta. El East, solicitó su ingreso a la First Division en 1892, pero fue rechazado. Le ofrecieron jugar en la Second Division pero se negaron, por lo que continuó en la Northern League.
Sí pudieron ingresar en la FA Cup, donde su primera temporada en 1888, perdieron contra el Sunderland A.F.C., su mejor resultado fue en su último año en 1892 cuando llegaron a la Cuarta Ronda. Esta vez fue eliminado por el Sunderland Albion, el otro equipo de la ciudad de Wearside.    

### Fusión
El Newcastle East End, tenía una situación económica mucho mejor que la de sus eternos rivales, por entonces ya eran un equipo profesional y una sociedad anónima. Cuando el West se disolvió, el East aprovechó la situación y consiguieron firmar algunos de sus mejores jugadores y personal técnico. Además de quedarse en St James' Park que por aquel entonces era mejor terreno que el Chillingham Road.
En diciembre de 1892, decidieron elegir un nuevo nombre para el nuevo club de fútbol. Entre los candidatos se encontraban, Newcastle Rangers, Newcastle City o Newcastle United. Finalmente fue United el elegido para ser el oficial durante las próximas décadas. La Football Association aceptó, pero no fue hasta el 6 de septiembre de 1895 cuando se adoptó el nuevo nombre de forma legal. Oficialmente como Newcastle United Football Club Co. Ltd.

## Colores del Uniforme
Tradicionalmente, el East End, utilizaba camiseta negra, pantalón blanco y medias negras, el  Newcastle United también utilizó dicha combinación durante sus primeros años de existencia. En aquellos años hubo polémica con la segunda equipación, con camiseta blanquirroja, pantalón azul y medias negras, muy parecido a cómo jugaban sus rivales, el Sunderland. 